# 飯田ケーブルテレビ
株式会社飯田ケーブルテレビ（いいだケーブルテレビ、ICTV）は、長野県飯田市・下伊那郡の一部をエリアとする第三セクター方式のケーブルテレビ局である。略称はICTV（英: Iida Cable Television）。

## 本社所在地
- 長野県飯田市松尾明7590

## サービスエリア
すべて長野県

### 同軸ケーブルによるサービス
- 飯田市（一部地域はインターネットのみ）
- 下伊那郡喬木村
- 下伊那郡阿智村の一部
- 下伊那郡豊丘村（インターネットのみ）
- 下伊那郡下條村（インターネットのみ）

### 光キャストビジョン
- 飯田市
- 下伊那郡阿智村
- 下伊那郡喬木村
- 下伊那郡豊丘村
- 下伊那郡高森町
- 下伊那郡阿南町
- 下伊那郡天龍村
- 下伊那郡大鹿村
- 下伊那郡泰阜村（令和5年10月1日 - ）

## 沿革
- 1986年（昭和61年）5月16日 - 会社設立
- 1988年（昭和63年）10月 - 第1期エリア開局
- 2001年（平成13年）8月 - ケーブルインターネット事業開始
- 2002年（平成14年）2月 - 飯田市常盤町の旧飯田商工会館から飯田市松尾明の新社屋に移転
- 2016年（平成28年）4月27日 - NTT東日本と提携した「光キャストビジョン」サービスを開始[1]
- 2018年（平成30年）10月 - 大鹿村での光キャストビジョンのサービスを開始するとともに、老朽化が進んでいた大鹿村CATV施設の設備を、2019年春までに光キャストビジョンへ切り替え[2][3]。
- 2023年（令和5年）
  - 1月31日 - 老朽化が進んでいた豊丘村のとよおか放送ネットワークの設備を、同日までに光キャストビジョンへ切り替え[4]。
  - 4月1日 - 老朽化が進んでいた飯田市竜東地区の竜東ケーブルテレビ及び同遠山郷地区の遠山郷ケーブルテレビの設備を、2026年（令和8年）度末までに光キャストビジョンへ切り替え[5]。
  - 10月1日 - 泰阜村での光キャストビジョンのサービスを開始するとともに、老朽化が進んでいた泰阜村コミュニケーションネットワークの設備を、2025年（令和7年）3月末までに切り替え[6]。

## 放送チャンネル

### 地上波系列別再送信局
| NHK-G       | NHK-E        | NNN        | ANN          | JNN      | FNN      |
| ----------- | ------------ | ---------- | ------------ | -------- | -------- |
| NHK長野総合 | NHK長野Eテレ | テレビ信州 | 長野朝日放送 | 信越放送 | 長野放送 |

### テレビ局
- 2025年1月現在。
- デジタルTVはスカパー!パススルー配信を利用している。
- ★はオプション契約が必要。

| チャンネル        | 放送局                             |
| ----------------- | ---------------------------------- |
| TV011 TV012       | NHK長野総合                        |
| TV021 TV022 TV023 | NHK長野Eテレ                       |
| TV041 TV042       | テレビ信州                         |
| TV051 TV052       | 長野朝日放送                       |
| TV061 TV062       | 信越放送                           |
| TV081 TV082       | 長野放送                           |
| TV111             | ictv総合（コミュニティチャンネル） |
| TV121             | 結（ゆい）チャンネル（データ放送） |
| TV122             | ショップチャンネル                 |
| BS101 BS102       | NHK BS                             |
| BS141 BS142 BS143 | BS日テレ                           |
| BS151 BS152 BS153 | BS朝日                             |
| BS161 BS162 BS163 | BS-TBS                             |
| BS171 BS172 BS173 | BSテレ東                           |
| BS181 BS182 BS183 | BSフジ                             |
| BS191             | ★WOWOWプライム                     |
| BS192             | ★WOWOWライブ                       |
| BS193             | ★WOWOWシネマ                       |
| BS200             | BS10                               |
| BS201             | ★BS10スターチャンネル              |
| BS211             | BS11 デジタル                      |
| BS222             | BS12 TwellV                        |
| BS231～BS232      | 放送大学BSテレビ                   |
| BS234             | ★グリーンチャンネル                |
| BS236             | アニマックス                       |
| BS242～244        | J SPORTS 1～3                      |
| BS245             | ★J SPORTS 4                        |
| BS251             | BS釣りビジョン                     |
| BS255             | 日本映画専門チャンネル             |
| BS260             | J:COM BS                           |
| BS265             | BSよしもと                         |
| C055              | ショップチャンネル                 |
| C161              | QVCジャパン                        |
| C219              | ★衛星劇場                          |
| C250              | スカイ・エー                       |
| C254              | GAORA SPORTS                       |
| C257              | 日テレジータス                     |
| C262              | ゴルフネットワーク                 |
| C292              | 時代劇専門チャンネル               |
| C293              | ファミリー劇場                     |
| C296              | TBSチャンネル1                     |
| C299              | テレ朝チャンネル2                  |
| C310              | スーパー！ドラマTV                 |
| C311              | アクションチャンネル               |
| C318              | ★Mnet                              |
| C322              | スペースシャワーTV                 |
| C329              | 歌謡ポップスチャンネル             |
| C330              | キッズステーション                 |
| C331              | カートゥーンネットワーク           |
| C340              | ディスカバリーチャンネル           |
| C342              | ヒストリーチャンネル               |
| C351              | TBS NEWS                           |

- アナログ放送時代にはフジテレビ、テレビ朝日、テレビ東京、東海テレビ、中部日本放送、名古屋テレビ、テレビ愛知の再送信を行っていた時期がある。

### ラジオ局
| MHz  | 放送局                |
| ---- | --------------------- |
| 77.4 | NHK長野FM             |
| 81.3 | NHK長野第1            |
| 84.6 | NHK長野第2            |
| 86.5 | SBC信越放送           |
| 88.3 | FM長野                |
| 94.2 | SBC信越放送(ワイドFM) |

- いいだFM iステーション（76.3MHz）についてはサービスエリアの一部地域で有線での再送信を行っている。